# Novakî, Lubnî
Novakî (în ucraineană Новаки) este localitatea de reședință a comunei Novakî din raionul Lubnî, regiunea Poltava, Ucraina.

## Demografie
Componența lingvistică a localității Novakî
     Ucraineană (97,85%)
     Rusă (1,69%)
     Alte limbi (0,28%)
Conform recensământului din 2001, majoritatea populației localității Novakî era vorbitoare de ucraineană (97,85%), existând în minoritate și vorbitori de rusă (1,69%).